# David Grossman
David Grossman (nascut el 1954) és un escriptor israelià que destaca per la seva obra de ficció i el seu compromís amb la pau al conflicte araboisraelià. Ha rebut diversos premis, entre ells el Bernstein Prize o el de la Fira del Llibre de Frankfurt de 2010. Ha estat reconegut també amb un doctorat honoris causa per la Katholieke Universiteit Leuven (2007) i la Universitat de Haifa (2018). Va estudiar filosofia i ha treballat com a periodista, feina que compagina amb la seva dedicació a l'escriptura. Entre les seves obres destaca Tota una vida.

## Biografia
Nascut a Jerusalem el 1954, David Grossman és autor de nou novel·les aclamades internacionalment, tres obres de no ficció i una col·lecció de contes, així com una sèrie de llibres per a nens, una òpera infantil i una obra de teatre. Entre la seva bibliografia, destaquen les novel·les Llévame contigo (Debolsillo, 2010), Tú serás mi cuchillo (Debolsillo, 2010), Libro de la gramàtica interna (Debolsillo, 2012) i Tota una vida (Edicions 62, 2013) i l'assaig Escriure en la foscor (Edicions 62, 2010). El seu treball ha aparegut a The New Yorker i ha estat traduït a més de trenta idiomes.
Grossman ha rebut nombrosos premis literaris internacionals, com l'Eliette Von Karajan, The Marsh Award for Children's Literature in Translation, el Buxtehuder Bulle, el Sapir, el Brenner, l'Ischia – Premi Internacional de Periodisme, l'EMET, el Geschwister Scholl, l'Albatross de la Fundació Günter Grass i el Medicis. Ha estat distingit com a Chevalier de l'Ordre des Arts et des Lettres i el 2013 va rebre el Prix du Meilleur Roman d'Editions Points amb Une femme fuyant l'annonce i el premi a la millor trajectòria professional de la Fundació Calcari.
El seu vessant pacifista ocupa una part molt important tant en la seva vida com en la seva obra. En aquest àmbit, el 2006 va guanyar el Premio per la Pace e l'Azione Umanitaria, el 2007 va ser reconegut amb l'Onorificenza della Stella Solidarita Italiana i el 2010 li va ser atorgat el Premi de la Pau de l'Associació de Llibreters Alemanys. El 2017 ha estat el primer escriptor israelià guanyador del Man Booker Prize per la novel·la 'A horse walks into a bar'. El Man Booker és el premi literari més prestigiós del Regne Unit que s'entrega a autors estrangers amb obres traduïdes a l'anglès. El 2011 va obtenir el Premi Médicis a l'obra estrangera.